# Shōen
Shōen (jap. 荘園) – posiadłość ziemska w Japonii w VIII–XVI wieku, wyłączona z puli państwowej.

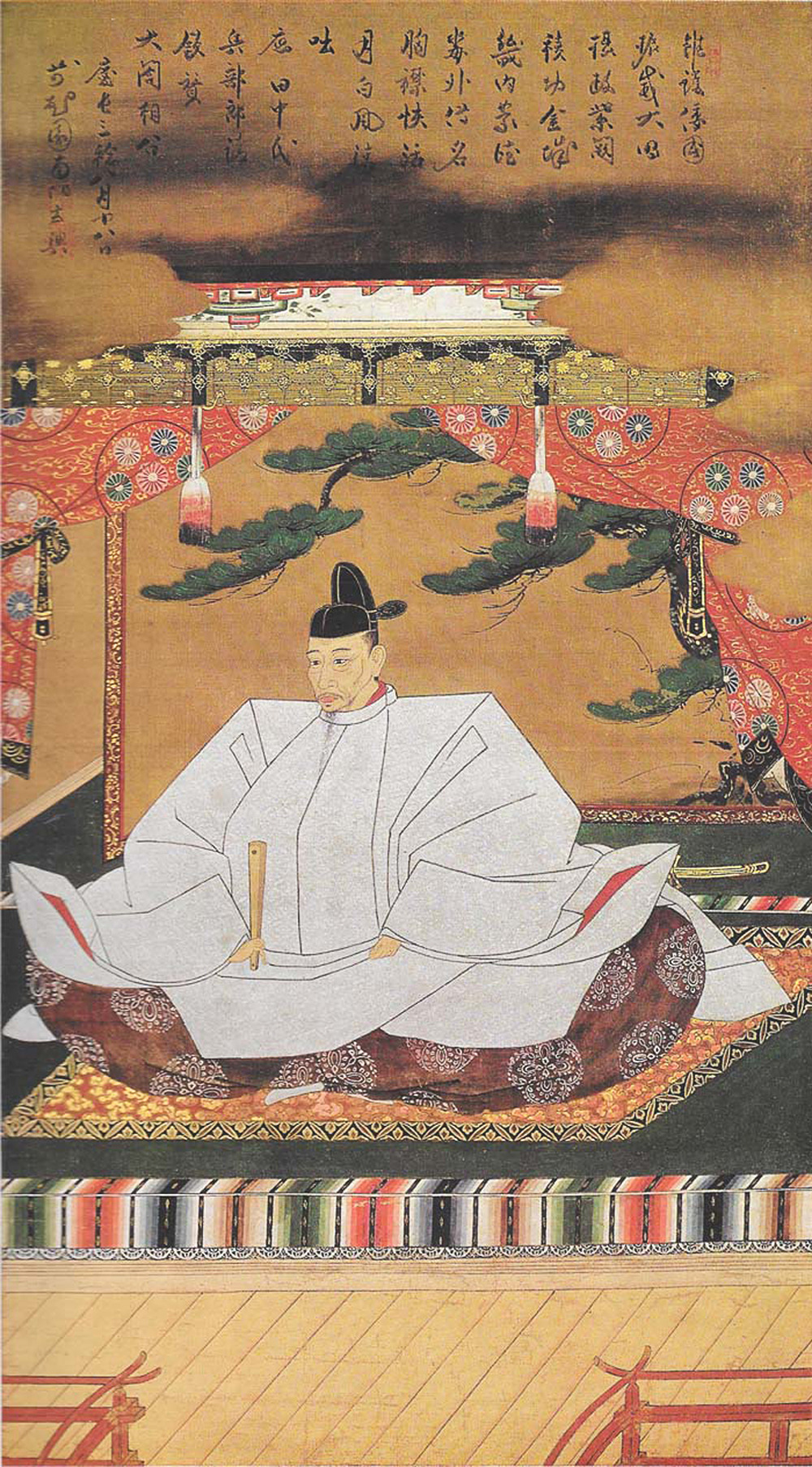
Reformy Hideyoshiego Toyotomi pod koniec XVI wieku przyczyniły się do upadku systemu shōenów

Początki shōenów sięgają VIII wieku, tj. drugiej połowy okresu Nara. Każdy shōen składał się zazwyczaj z różnych gruntów, należących do jednego właściciela i często podlegających odmiennym prawom. Taki zlepek posiadłości ziemskich ich właściciel polecał większemu posiadaczowi ziemi (ryōke i ryōshu) w zamian za uzyskanie określonych przywilejów. Bezpośredni patron shōenu mógł szukać opiekunów dla poleconej posiadłości na wyższym szczeblu władzy wśród klasztorów lub arystokracji dworskiej (kuge). Każdy z opiekunów shōenu, bezpośredni i pośredni, miał w ten sposób udział w dochodzie z ziemi. Shōenem administrowali urzędnicy, wyznaczani przez patrona (honke). Funkcjonariusze niższego szczebla byli rekrutowani przez lokalnego arystokratę. Taki system opieki prawno-ekonomicznej wykluczał ingerencję w zarządzanie shōenem władzy cesarza i shugo (gubernatora).
Początkowo shōeny były nieduże. Sytuacja zmieniła się po wydaniu w 743 roku dekretu Konden-einen-shizai-hō, który zezwalał na wieczyste użytkowanie nowizn. W zamierzeniu władzy było przyciągnięcie biedoty do pracy na ziemi, w rzeczywistości jednak na dekrecie skorzystały arystokracja i klasztory, które miały środki na inwestowanie w nieużytki i dysponowały siłą roboczą do ich zagospodarowania. Po 743 roku najwięcej shōenów tworzono w dalekich od centrum prowincjach północno-wschodnich, co zapoczątkowało proces decentralizacji państwa.
W okresie Heian (794–1185) gospodarka japońska opierała się przeważnie na shōenach, a wzrost ich liczby odbywał się kosztem kokugaryō (ziemi publicznej) – ziem, stanowiących źródło dochodu aparatu urzędniczego (łącznie ze stanowiskiem cesarza). Z punktu widzenia prawa cała ziemia należała do cesarza, jednak w praktyce system shōenów ograniczał jego władzę: zmniejszały się wpływy do skarbu państwa, następowała redukcja pensji urzędników, którzy, aby zwiększyć własne dochody, oferowali swoją opiekę nad shōenami. Kurczenie się kokugaryō także na cesarzu wymusiło podjęcie prób uzyskania własnych shōenów. W wyniku tego rodzina cesarska w okresie od VIII do IX wieku nabywała posiadłości, tworząc farmy dostarczające funduszy dla dworu cesarskiego.
W latach 902, 984, 1045, 1055 i 1069 miały miejsce próby pohamowania wzrostu liczby shōenów. Na mocy wydanych dekretów wszystkie shōeny, utworzone po określonym w dekrecie roku (np. dekret z 902 roku ustalał rok 897), miały zostać uznane za nielegalne, o ile ich właściciele nie posiadali odpowiednich dokumentu o ich nabyciu. Następstwami tych serii dekretów było zdelegalizowanie głównie cesarskich chokushidenów, podczas gdy przytłaczająca liczba shōenów pozostawała w dalszym ciągu nietknięta.
Największą liczbę shōenów w XI–XII wieku posiadały instytucje religijne: świątynie buddyjskie Tōdai-ji, Kōfuku-ji, Onjō-ji (Mii-dera), chramy shintō Ise-jingū, Iwashimizu-Hachimangū. Po nich najsilniejszą pozycję gospodarczą zdobył ród Fujiwara (szczególnie linia Hokke) oraz rody prowincjonalne z regionu Kantō, prowincji Dewa i Mutsu oraz usytuowane na wyspach Kiusiu (Kyūshū) i Sikoku (Shikoku).
Rozwój systemu shōenów przyczynił się do kryzysu władzy centralnej i wzmocnienia ekonomiczno-politycznej pozycji arystokracji. Wyznaczeni przez cesarza do pilnowania interesów państwowych na prowincji gubernatorzy woleli zadbać o własny dobrobyt. Skutkiem tego było powstanie siatki wzajemnych zależności i narastanie konfliktów pomiędzy stolicą a prowincją. Aby uchronić się przed zamachami konkurentów, arystokraci tworzyli własne oddziały wojskowe, co przyczyniło się do wykształcenia się warstwy społecznej samurajów. Z czasem najpotężniejsze rody w oparciu o własne oddziały wojskowe były w stanie utworzyć siogunat i zwiększyły wpływ na decyzje cesarza. W 1185 roku rozpoczął się okres Kamakura (1185–1333), który naruszył prawo prywatnej własności poprzez wyznaczanie własnych urzędników do zarządzania shōenami.
W XIII wieku rozpoczął się okres upadku i zanikania systemu shōenów. Na ten proces złożyło się kilka czynników: ingerencja shōgunów w sprawy prywatnych posiadłości ziemskich, rozwój miast i handlu, a także wojny domowe pomiędzy potężnymi rodami prowincjonalnymi, w wyniku których shōeny były okrawane. W czasach shōgunatu Takaujiego zalegalizowano system hanzei, polegający na przejmowaniu części dochodów z shōenów na potrzeby militarne. Ponadto często nakładano dodatkowe podatki, które miały być przeznaczone na potrzeby władzy cywilnej. Ostatecznie właścicielom ziemskim nie opłacało się posiadać shōenów. Woleli je oddawać gubernatorom w zamian za roczną pensję.
Kres systemu shōenów położyło zarządzenie Hideyoshiego Toyotomi polegające na przeprowadzeniu w latach 1580–1590 katastru nieruchomości. Posłużyły one za podstawę do usankcjonowania podziału społeczeństwa Japonii na trzy stany: feudałów (daimyō), wojowników (bushi) i chłopów (hyakusho).